# ミラビリスノコギリクワガタ
ミラビリスノコギリクワガタ (Prosopocoilus mirabiris) は、コウチュウ目クワガタムシ科ノコギリクワガタ属の1種である。

## 形態
形態はサバゲノコギリクワガタと非常に近い。しかし、体色はサバゲノコギリクワガタが明るい橙色なのに対し、本種は燃えるような朱色になる。
サバゲのオスより本種のオスの大顎は内側にカーブする。本種のオスの大顎の根本部分（頭盾）はくぼみ、くぼんだところだけ色づく、などの違いがある。また、本種のメスの光沢はサバゲよりも鈍く、体色は深い朱色になる。
本種は分布域がタンザニアの一部と狭い。

## 分布
タンザニア北東部

## 生態
{{}}